# 清本美波
清本 美波（きよもと みなみ、2005年8月29日‐ ）は、日本の女子プロゴルファー。ジェイテクト所属。愛知県一宮市出身。

## 来歴

### アマチュア時代
父の影響でゴルフを始め、小学1年生の時に同級生のゴルフを見てライバル心を燃やし、本格的にゴルフに取り組む。2018年「全国中学校ゴルフ選権春季大会」で優勝し全国制覇。同年の「シンハータイジュニアワールドチャンピオンシップ」や、2020年、2023年の「中部中学生ゴルフ選手権春季大会」を制している。

### プロ時代

#### 2023年
プロテストの1年前からプレッシャーに悩まされてきたものの、高校3年生で迎えた2023年度（96期）最終プロテストでは「全米女子アマ」覇者・馬場咲希ら後続に5打差をつける通算17アンダーでトップで合格し、高校在学中にプロ転向を果たした。2023年シーズン後のオフから松山英樹が2021年の「マスターズ」優勝時にコーチを務めていた目澤秀憲が師事。2025年現在父親のコーチに戻る。

## 人物
- 趣味は綺麗な景色を見ること、音楽鑑賞
- 憧れのプロゴルファーはタイガー・ウッズ